# 가와이촌 (기후현 도키군)
가와이촌(河合村)은 일본 기후현 도키군에 설치되었던 촌이다. 현재의 도키시의 일부에 해당한다.